# 御坂サイフォン橋
御坂サイフォン橋（みさかサイフォンばし）は、兵庫県三木市志染町御坂にある水路橋であり、噴水管橋（逆サイフォン橋）である。通称「眼鏡橋」。

## 概要

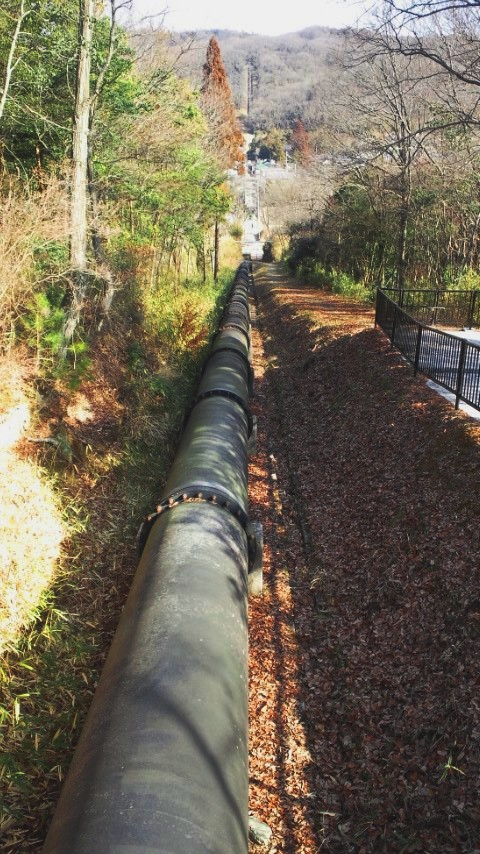
御坂サイフォン全景。三木総合防災公園より望む。

淡河川疏水の一部をなし、山から谷を渡って川を越え、向かいの山へと水を運ぶ石造アーチ橋で、竣工当時としては画期的な事業であった。
逆サイフォンの肝となる鋼管の全長は2,482尺（約752ｍ）に及び、志染川に架かる眼鏡橋は全長54m・全高12ｍである。
各地点の標高は、淡河川上流の取水地側で134.1m、眼鏡橋では77.7mまで下り、対岸で131.2mまで達した後、三木総合防災公園の下を芥子山隧道で通り抜け、山田川疎水と合流し播磨平野に至る。
その後、国営東播用水事業によってコンクリートアーチ橋が並んで建設されており、石造アーチ橋は現在使用されていない。

## 歴史
- 1891年（明治24年） - 竣工。
- 2005年（平成17年） - 土木学会選奨土木遺産に選ばれた[1]。

## 設計者
- ヘンリー・S・パーマー（イギリス陸軍少尉）[2]。

## 周辺
- 御坂神社
- 志染の石室

## 周辺の道路
- 兵庫県道38号三木三田線
- 兵庫県道85号神戸加東線